# Purga (Märjamaa)
Purga – wieś w Estonii, prowincji Rapla, w gminie Märjamaa.